# Bandeirantes

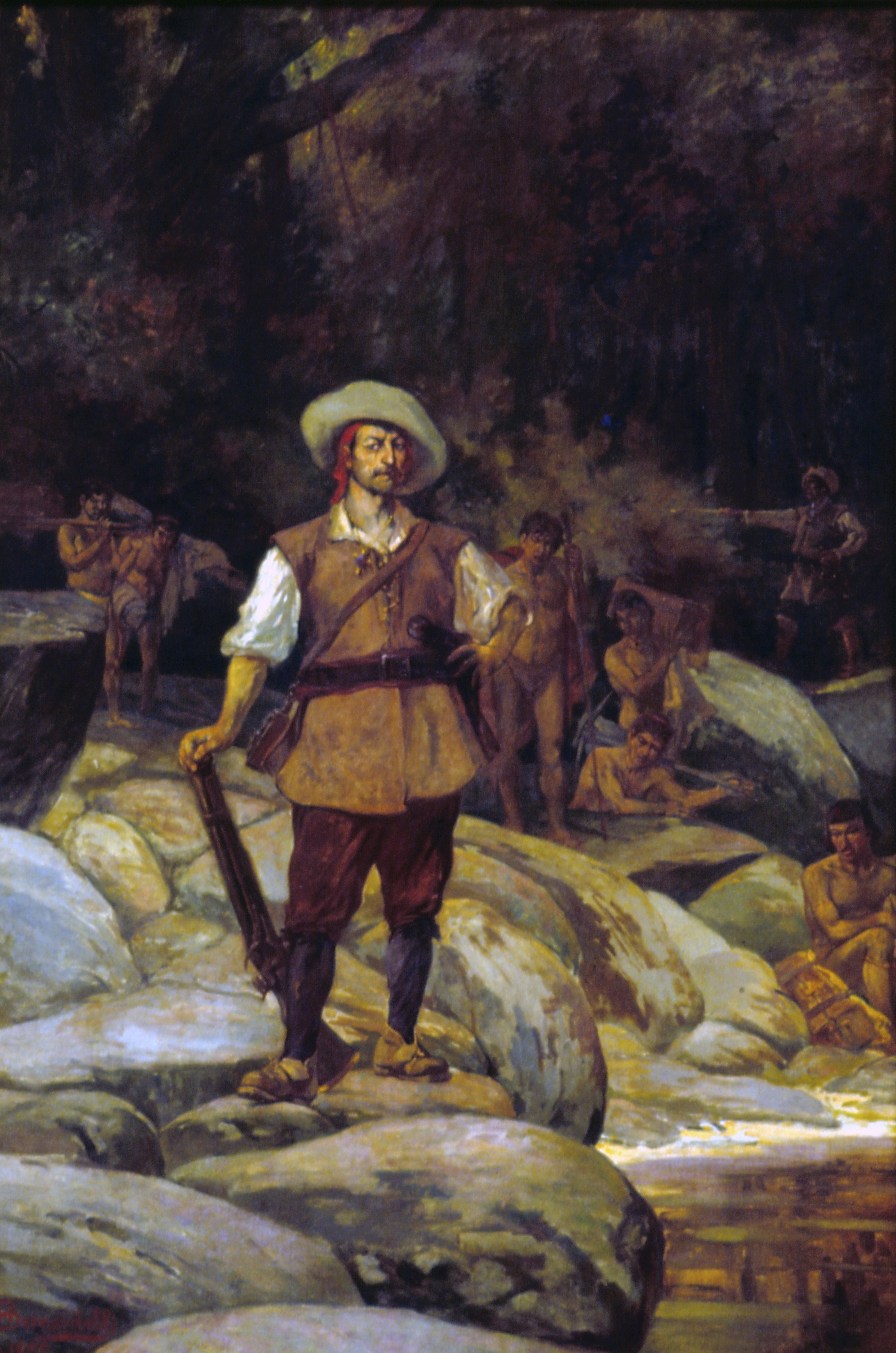
Ciclo da caça ao índio, quadro de Henrique Bernardelli, exposto no Museu Paulista da USP.

Bandeirantes é o termo usado para designar os sertanistas do período colonial brasileiro, que, a partir do início do século XVI, adentraram o interior da América do Sul em busca de riquezas minerais, principalmente ouro e prata, além de capturar indígenas para escravidão ou eliminar quilombos. Sua atuação foi decisiva para a expansão territorial do Brasil além dos limites estabelecidos pelo Tratado de Tordesilhas, ocupando regiões como o Centro-Oeste e o Sul. Foram também os responsáveis pela descoberta de jazidas de ouro em Minas Gerais, Goiás e Mato Grosso.
A maioria dos bandeirantes era formada por descendentes de portugueses em São Paulo, incluindo também indivíduos de ascendência galega, castelhana e cristãos-novos. As tropas geralmente contavam com uma participação minoritária de índios (escravos ou aliados) e caboclos (mestiços de índios com brancos), que desempenhavam tarefas secundárias. A bandeira de Nicolau Barreto, em 1602, é um exemplo notável, composta por 270 portugueses, um número elevado para a época.
Darcy Ribeiro afirma que os bandeirantes eram racialmente miscigenados, com a miscigenação com indígenas sendo comum, inclusive entre a elite. As famílias paulistas eram patricênicas e poligâmicas, mas o casamento católico só se consolidou mais tarde. A maior bandeira, de Manuel Preto e Antônio Raposo Tavares, em 1629, contava com 69 brancos, 900 mamelucos e 2 mil indígenas.
Além de falarem português, os bandeirantes também se comunicavam na Língua geral paulista, derivada do tupi antigo, e muitos nomes de localidades brasileiras têm origem em termos tupis usados por eles, como Jundiaí e Piracicaba. Embora sua imagem tenha sido associada à violência, com a escravização e extermínio de milhares de indígenas, sua figura foi glorificada no final do século XIX e nas décadas de 1920 e 1930 como símbolo da bravura paulista.

## História
Segundo um mando real de 1570, a Lei das Ordenanças, nas zonas rurais ao invés da Companhia de Ordenanças, se organizava uma Bandeira: tinha formação similar à de uma companhia, sendo que seus componentes eram divididos em esquadras, reunindo todos os que estavam até a uma légua da sede do capitão-mor. Foi essa a origem das bandeiras que exploraram e devassaram o território brasileiro. De início, também era uma forma de proteção contra os ataques indígenas, já que haviam destruído uma expedição de Martim Afonso de Sousa em Cananeia e a de Juan Díaz de Solís no Rio da Prata.[carece de fontes?]
No início da colonização, os interesses de Portugal se concentravam no litoral ou próximo dele, uma vez que nele estavam localizados o extrativismo do pau-brasil e o plantio da cana-de-açúcar. O fator geográfico, portanto, foi um dos que mais desmotivaram a penetração dos colonizadores: a Serra do Mar, que era uma “grande muralha”, recoberta por densas matas, dificultava a penetração. Em 1585, Fernão Cardim, tendo acompanhado o padre jesuíta Cristóvão de Gouveia de São Vicente a São Paulo, relatou: “O caminho é cheio de tijucos, o pior que nunca vi e sempre íamos subindo e descendo serras altíssimas e passando rios e caudais de águas frigidíssimas”. Os rios serviam somente como pontos de referência, oferecendo poucas condições à navegação, pois possuíam diversas quedas d'água, corredeiras e formações rochosas, sendo um outro empecilho à penetração do branco no território brasileiro.[carece de fontes?]
A maioria dos Bandeirantes andava descalço, sendo que geralmente levavam como equipamento: as botas e as alpargatas, normalmente feitas de couro; coletes; armaduras e armas como as espadas, as adagas, as lanças, as facas, os punhais, os terçados, os alfanjes, os machados, as bestas de arco de madeira, os arcos e flechas indígenas, os tacapes ou as bordunas, as pistolas, os arcabuzes, as espingardas, as escopetas, os mosquetes de um único tiro ou os bacamartes boca de sino.[carece de fontes?]

### Origens paulistas

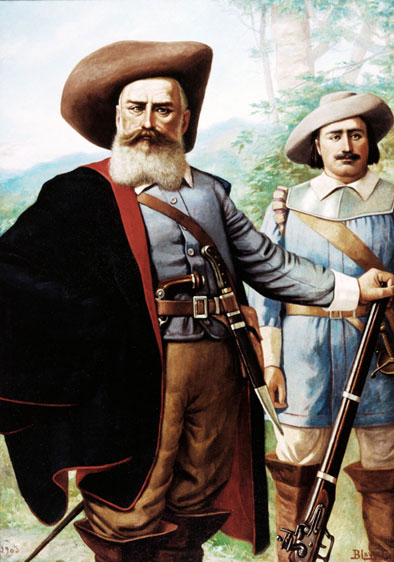
Representação fictícia de Domingos Jorge Velho, um bandeirante paulista. Pintura de 1903.

Houve umas poucas expedições ao atual território de Minas Gerais nos séculos XVI e XVII, sendo que tais entradas foram mal registradas e sobram poucas informações sobre os caminhos e os acontecimentos das viagens. Sertanistas corajosos, não deram importância ao registro e à documentação das viagens. Uma bandeira vagueava anos por matas e sertões, sem uma só pessoa com conhecimento de astronomia e geografia para guiá-la (todos procuravam o limite do Brasil, que era o Rio Paraná, estabelecido por Pero Lopes de Sousa em 1531). Até mesmo a interpretação errônea da língua de uma tribo indígena fazia com que uma expedição alterasse o percurso, em incursões infrutíferas. Nem mesmo historiadores conseguiram definir, com exatidão, os caminhos usados. Capistrano de Abreu, comentando a descrição de Gabriel Soares de Sousa sobre a viagem de Sebastião Fernandes Tourinho, diz: “No meio destas indicações e contraindicações, fielmente resumidas por Gabriel Soares, é impossível uma pessoa entender-se”.[carece de fontes?]
Antes de surgirem aldeamentos na bacia do Rio da Prata, os paulistas já percorriam o sertão, buscando, na preação e venda dos indígenas, o meio para sua subsistência (a grande captura de indígenas guaranis ocorreu em 1632, quando os Bandeirantes voltaram ao Paranapanema e levaram cativos para São Paulo os remanescentes dos indígenas na Vila do Espírito Santo. Nesta ocasião a maioria de guaranis já haviam sido enviadas para as Missões ao sul. A Capitania de Paranaguá, pertencente aos sucessores de Pero Lopes de Sousa se estendia do Paranapanema ao Rio da Prata. Em 1709, Paranaguá foi unida a São Vicente e Santo Amaro para formar a Capitania de São Paulo). As tribos vitoriosas nas guerras ofereciam-lhes os prisioneiros em troca de armamentos. Essa “vocação interiorana” era alimentada por condições geográficas, econômicas e sociais. São Paulo, separada do litoral pela muralha da Serra do Mar, voltava-se para o sertão, cuja penetração era facilitada pela presença do Rio Tietê e de seus afluentes, que comunicavam os paulistas com o interior. Além disso, apesar de afastada dos principais centros mercantis, sua população crescera muito porque boa parte dos habitantes de São Vicente havia migrado para lá quando os canaviais plantados no litoral por Martim Afonso de Sousa entraram em decadência, na segunda metade do século XVI, arruinando fazendeiros.[carece de fontes?]
O historiador britânico Russell-Wood identificou os paulistas como pertencendo a um grupo étnico, em oposição à metrópole, ligado à terra, e com sentimento nativista: “Os paulistas eram uma anomalia para os portugueses natos. De um lado, eram de ascendência portuguesa, falavam português, praticavam o catolicismo, eram capazes de feitos heroicos, demostravam coragem indiscutível, e sua vila de São Paulo tinha os equipamentos administrativos e institucionais e edifícios públicos — tanto civis quanto religiosos — de uma vila portuguesa. De outro lado, muitas vezes, tinham sangue ameríndio, falavam as línguas indígenas, tomavam índias como esposas e concubinas, opunham-se às autoridades civis e religiosas e mostravam desdém aos representantes da Coroa e aversão a leis, alvarás e ordens-régias. Debate é acirrado sobre se é a ascendência comum ou a cultura e consciência de pertencimento compartilhadas a característica diferencial mais importante. De acordo com qualquer uma das definições, os paulistas constituem um grupo étnico. Foi precisamente este senso de ‘ser outro’ que perturbava, no Brasil, a Coroa portuguesa e até os colonos portugueses natos. Autossuficiência, distância, inacessibilidade, mobilidade e independência de espírito tornavam-nos refratários ao controle régio”.

### As consequências

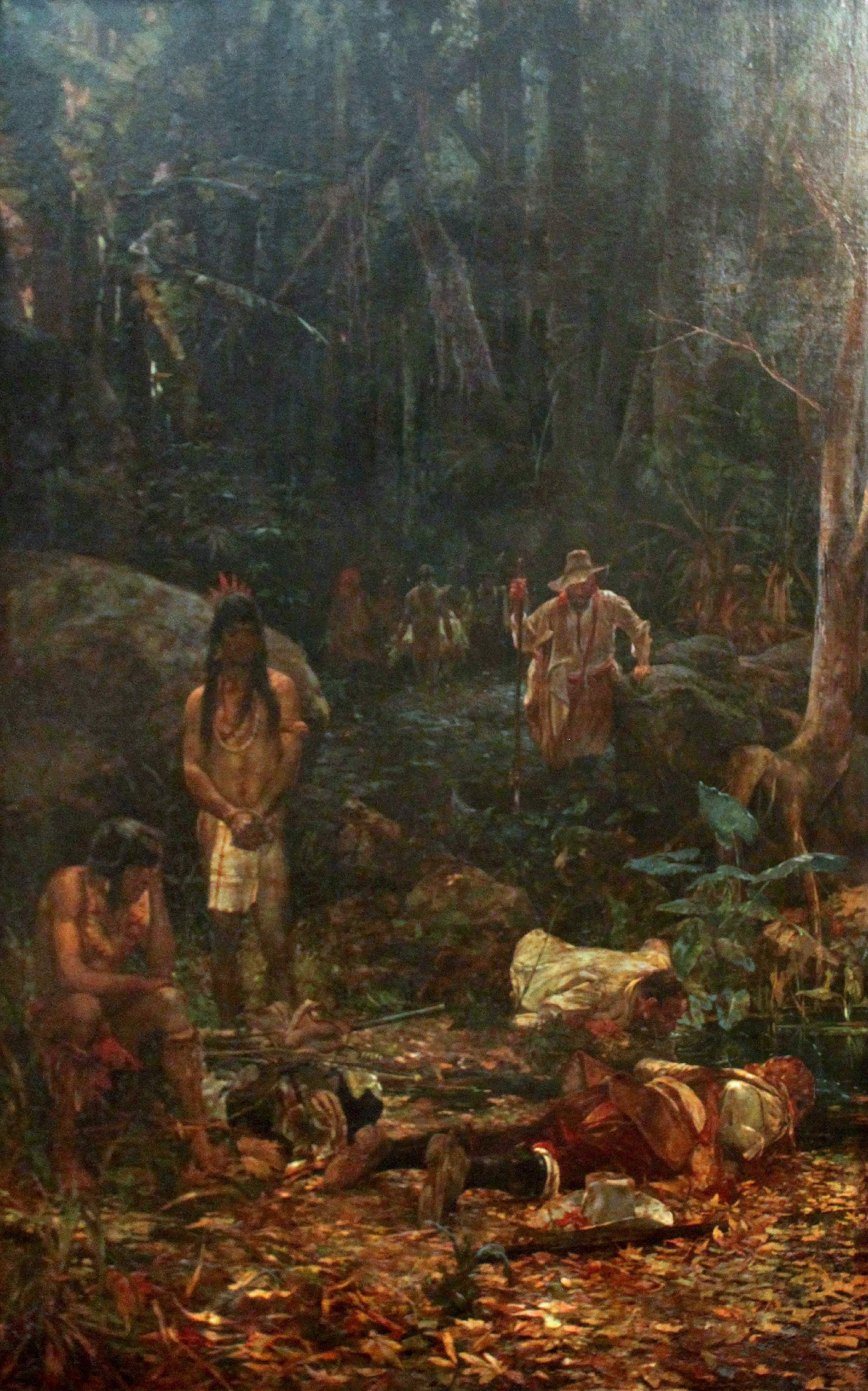
"Os Bandeirantes" (óleo sobre tela de Henrique Bernardelli)

Os mais famosos bandeirantes nasceram no que é hoje o estado de São Paulo. Foram em parte responsáveis pela conquista do interior e extensão dos limites de fronteira do Brasil para além do limite do Tratado de Tordesilhas, acordo firmado entre Portugal e Espanha com a intenção de dividir a posse das terras do Novo Mundo. Com isso todo o Centro Oeste passou a pertencer ao Brasil, sendo criadas, em 1748, as capitanias de Goiás e de Mato Grosso, e o Brasil foi expandido, também para o sul de Laguna. O próprio Robert Southey observou, a esse respeito, que:
| “ | Enquanto os espanhóis, no Paraguai, deixaram-se ficar onde os pusera Irala, tratavam de resto as descobertas que os primeiros conquistadores haviam feito, indiferentes viam perder-se cobertas de nova vegetação as picadas que estes tinham aberto, e quase esqueciam os hábitos e a própria língua da Espanha, continuavam os brasileiros, por dois séculos, a explorar o país; meses e anos passaram estes obstinados aventureiros pelas florestas e serranias a caçar escravos ou a procurar ouro e prata, seguindo as indicações dos índios. E afinal, lograram assegurar-se a si e à casa de Bragança, as mais ricas minas, a maior extensão da América do Sul, de toda a terra habitável, a região mais formosa | ” |

No entanto, os resultados destas expedições foram desastrosos para os povos autóctones, ora reduzidos à servidão, deslocados e descaracterizados na sua identidade cultural, ora dizimados, tanto pela violência dos colonos como pelo contágio de doenças para as quais os seus organismos estavam desprovidos de defesas.
As reduções organizadas pelos jesuítas no interior do continente foram, para os paulistas, a solução para seus problemas: reuniam milhares de índios treinados na agricultura e nos trabalhos manuais, mais valiosos que os ferozes tapuias, de “língua travada” (as Reduções eram espanholas dos “Adelantados” e não eram portugueses). No século XVII, o controle holandês sobre os mercados africanos, no período da ocupação do Nordeste pelos holandeses, interrompeu o tráfico negreiro (Os holandeses ocuparam as colônias portuguesas na África, exatamente para trazerem mais escravos para o Brasil). Os colonos voltaram-se para a escravização do índio para os trabalhos antes realizados pelos africanos (o Nordeste estava ocupado pelos holandeses e somente após Nassau negociar com os produtores foi possível o retorno agrícola). Com a procura houve elevação nos preços do escravo índio, chamado o “negro da terra”, que custava cinco vezes menos do que os africanos. (O preço equivalente de um escravo na África até 1850 era de um saco de café e era vendido no Brasil por 40 sacos de café). Os paulistas não teriam atacado as missões durante dezenas de anos seguidos se não contassem com o apoio (ostensivo ou velado) das autoridades. Embora não se saiba bem quais as expedições promovidas pela Coroa e quais as de iniciativa particular, sendo também imprecisa a designação de entradas e bandeiras, o traço comum a todas foi a presença, direta ou indireta, do poder público (explicado com Raposo Tavares).[carece de fontes?]
A ação dos bandeirantes foi da maior importância na exploração do interior brasileiro, bem como na manutenção da economia da colônia, fosse pelas suas consequências para o comércio, fosse porque a captura de indígenas fornecia mão de obra para a agricultura, principalmente cana-de-açúcar. Para além disso, não pode deles ser dissociada a descoberta de metais preciosos em vários pontos, metais esses que marcaram o papel do Brasil no conjunto do Império Português ao longo do século XVIII.[carece de fontes?]

### Os tipos de bandeiras

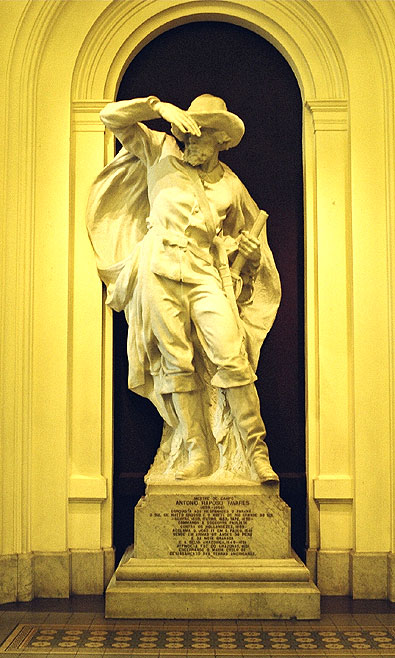
Estátua de Antônio Raposo Tavares, um dos mais famosos bandeirantes, no Museu Paulista, em São Paulo

Houve três tipos de bandeiras: as de tipo apresador, para a captura de índios (chamado, indistintamente, “o gentio”) para vender como escravos; as de tipo prospector, voltadas para a busca de pedras ou metais preciosos e as de sertanismo de contrato, para combater índios e negros (quilombos).[carece de fontes?]
De início, eram aprisionados os índios sem contato com o homem branco. Posteriormente, passaram a aprisionar os índios catequizados, reunidos nas missões jesuíticas. Grandes bandeirantes apresadores foram Manuel Preto e Antônio Raposo Tavares, que forneciam índios às fazendas do Brasil que utilizavam de mão de obra escrava e que não contavam com suficiente quantidade de escravos negros.[carece de fontes?]
A palavra “paulista”, aliás, segundo comenta o livro Ensaios Paulistas, Editora Anhembi, São Paulo, 1958, página 636, se deve ao Visconde de Barbacena: “Quer-nos parecer que a este governador-geral se deve o mais longínquo emprego até hoje divulgado do adjetivo ‘paulista’, ocorrente numa ordem expedida em 27 de julho de 1671.” O gentílico deve ter-se generalizado rapidamente. Na documentação municipal de São Paulo aparece pela primeira vez em ata de 27 de janeiro de 1695".[carece de fontes?]
“Sertanista” é palavra que aparece em 31 de dezembro de 1678. “Bandeira” aparece a 20 de fevereiro de 1677 quando o sucessor de Barbacena narra que “os índios do vale do Rio São Francisco haviam degolado várias bandeiras de paulistas. Uma consulta do Conselho Ultramarino de 1676, relativa a Sebastião Pais de Barros, ao se referir a sua expedição, fala da «sua bandeira, como eles (os paulistas) lhe chamavam”. Já da palavra “bandeirante” o mais longínquo emprego que se conhece é muito mais recente. Verifica-se num documento assinado pelo capitão-general Conde de Alva em 1740. Impressa, parece ter sido pela primeira vez em 1817, por Aires do Casal.[carece de fontes?]

### As Bandeiras Iniciais
Muitas vezes, o governo financiava a expedição; outras vezes, limitava-se a fechar os olhos para a escravização dos índios (ilegal desde 1595), aceitando o pretexto da “guerra justa”. Dom Francisco de Sousa patrocinou as bandeiras de André de Leão (1601) e Nicolau Barreto (1602) que se estendeu por dois anos. Teria chegado à região do Guairá, regressando com um número considerável de índios, que algumas fontes estimam em 3 000. Em agosto de 1628, quase todos os homens adultos da Vila de São Paulo estavam armados para investir contra o sertão. Eram novecentos brancos e 3 000 índios, formando a maior bandeira até então organizada, com destino ao Guaíra, para expulsar os jesuítas espanhóis e prender quantos índios pudessem.[carece de fontes?]

### Bandeirismo de apresamento
A partir de 1619, os bandeirantes intensificaram os ataques contra as reduções jesuíticas, e os artesãos e agricultores guaranis foram escravizados em massa. No entanto, muito antes de surgirem os primeiros aldeamentos na bacia do Prata, os paulistas já percorriam o sertão, buscando na preação do indígena o meio para sua subsistência.[carece de fontes?]
Essa “vocação interiorana” era alimentada por uma série de condições geográficas, econômicas e sociais. Separada do litoral pela muralha da Serra do Mar, São Paulo voltava-se para o sertão, cuja penetração era facilitada pela presença do Rio Tietê e de seus afluentes que comunicavam os paulistas com o distante interior. Além disso, apesar de afastada dos principais centros mercantis, sua população crescera muito. É que boa parte dos habitantes de São Vicente haviam migrado para lá quando os canaviais plantados no litoral por Martim Afonso de Sousa entraram em decadência, já na segunda metade do século XVI, arruinando muitos fazendeiros.[carece de fontes?]
Ligados a uma cultura de subsistência baseada no trabalho escravo dos índios, os paulistas começaram suas expedições de apresamento (ou preação) em 1562, quando João Ramalho atacou as tribos do vale do Rio Paraíba. O bandeirismo de preação tornou-se uma atividade altamente rendosa. Para os paulistas, atacar as reduções jesuíticas era a via mais fácil para o enriquecimento.[carece de fontes?]
Diante dos ataques, os jesuítas começaram a recuar para o interior e exigiram armas de fogo ao governo espanhol por meio das quais conseguiram deter o avanço dos bandeirantes na Batalha de M'Bororé, em 1641.
Em 1696, os bandeirantes organizaram um ataque contra as reduções jesuíticas entre os chiquitos, na Bolívia. Em resposta, os jesuítas formaram uma milícia com cerca de 500 nativos, que foram reforçados por cerca de 130 soldados enviados de Santa Cruz de la Sierra que derrotaram a incursão, matando 130 dos invasores e libertando cerca de 1 500 nativos que tinham sido capturados para serem vendidos como escravos.

## Cronologia do bandeirismo de preação
- 1557 — Os espanhóis edificam Ciudad Real, próximo à foz do Piquiri, no Paraná, a então República do Guairá.
- 1562 — João Ramalho ataca as tribos do Rio Paraíba do Sul, enquanto os jesuítas ajudam a dissolver a Confederação dos Tamoios.
- 1576 — Os espanhóis fundam Vila Rica, na margem esquerda do rio Ivaí.
- 1579 — Jerônimo Leitão ataca as aldeias das margens do Anhembi (Tietê).
- 1594–1599 — Afonso Sardinha e João do Prado investem contra as tribos do Rio Jeticaí.
- 1595 — Uma carta régia proíbe a escravização dos indígenas.
- 1597 — Martim Correia de Sá parte do Rio de Janeiro e chega ao Rio Sapucaí ou Verde.
- 1602 — Nicolau Barreto percorre os sertões do Paraná, Paraguai e Bolívia, atingindo as nascentes do Rio Pilcomayu.
- 1606 — Manuel Preto segue rumo ao sul, à frente de uma bandeira.
- 1607 — Outra expedição, dessa vez chefiada por Belchior Dias Carneiro, dirige-se para o sul do Brasil.
- 1610 — Jesuítas castelhanos fundam os povoados de Santo Inácio e Loreto, na margem esquerda do Rio Paranapanema (Missões jesuíticas no oeste do Paraná).
- 1619 — Manuel Preto ataca aldeias de Jesus, Maria e Santo Inácio (província do Guairá)
- 1620 — Os jesuítas iniciam o povoamento do atual Rio Grande do Sul, com duas administrações: a província do Tape, com sete "povos", e a do Uruguai, com dez reduções.
- 1623-1630 — Onze aldeias compõem a província do Guairá, limitada pelos rios Paranapanema, Itararé, Iguaçu e Paraná (margem esquerda).
- 1626 — Surge a província do Paraná, com sete reduções, entre os rios Paraná e Uruguai.
- 1628 — Manuel Preto e Antônio Raposo Tavares destroem as reduções do Guairá, em várias campanhas que terminam em 1633.
- 1631 — Os jesuítas criam a província do Itatim a sudeste do atual Mato Grosso do Sul.
- 1633 — Antônio Raposo Tavares inicia a invasão do atual Rio Grande do Sul.
- 1639 — A Espanha concede permissão para que os índios se armem.
- 1640 — Os jesuítas são expulsos de São Paulo.
- 1641 — Os bandeirantes são derrotados na Batalha de M'Bororé.[16][17]
- 1648 — Uma expedição chefiada por Antônio Raposo Tavares percorre as regiões de Mato Grosso do Sul, Bolívia, Peru (chegando ao Pacífico) e Amazônia, retomando a São Paulo em 1652.
  - - Gabriel de Lara chega com sua bandeira à região de Paranaguá e ali funda o povoado de Nossa Senhora do Santíssimo Rosário, atual cidade de Paranaguá, no litoral do paraná.
- 1658 — A bandeira de Manuel Lourenço de Andrade atinge a ilha de São Francisco, onde o bandeirante e seus companheiros fundam a vila de Nossa Senhora da Graça do Rio São Francisco, atual São Francisco do Sul, no litoral norte de Santa Catarina.
- 1661 — Fernão Dias Pais Leme atravessa os sertões do sul até a Serra de Apucarana.
- 1670 — Bartolomeu Bueno de Siqueira atinge Goiás.
- 1671-1674 — Estêvão Ribeiro Baião Parente e Brás Rodrigues de Arzão cruzam o sertão nordestino.
- 1671 — Domingos Jorge Velho chefia uma expedição ao Piauí.
- 1673 — Manuel Dias da Silva, o "Bixira", atinge Santa Fé, nas missões paraguaias.
  - - Manuel de Campos Bicudo percorre terras entre as bacias platina e amazônica. Em Goiás, encontra-se com Bartolomeu Bueno da Silva.
- 1675 — Francisco Pedroso Xavier destrói Vila Rica del Espíritu Santo (a sessenta léguas de Assunção).
- 1689 — Manuel Álvares de Moraes Navarro combate tribos do São Francisco e chega ao Ceará e ao Rio Grande do Norte. Convocado pelo governo-geral, Matias Cardoso de Almeida enfrenta os "índios bravos" do Ceará e do Rio Grande do Norte em sucessivas campanhas que terminam em 1694.

### Bandeirantes contra quilombos
Destacaram-se nas expedições para aniquilar os quilombos do Nordeste do Brasil, no século XVII, incluindo o Quilombo de Palmares, os bandeirantes Domingos Jorge Velho e Fernão Carrilho.[carece de fontes?]

### A década de 1660

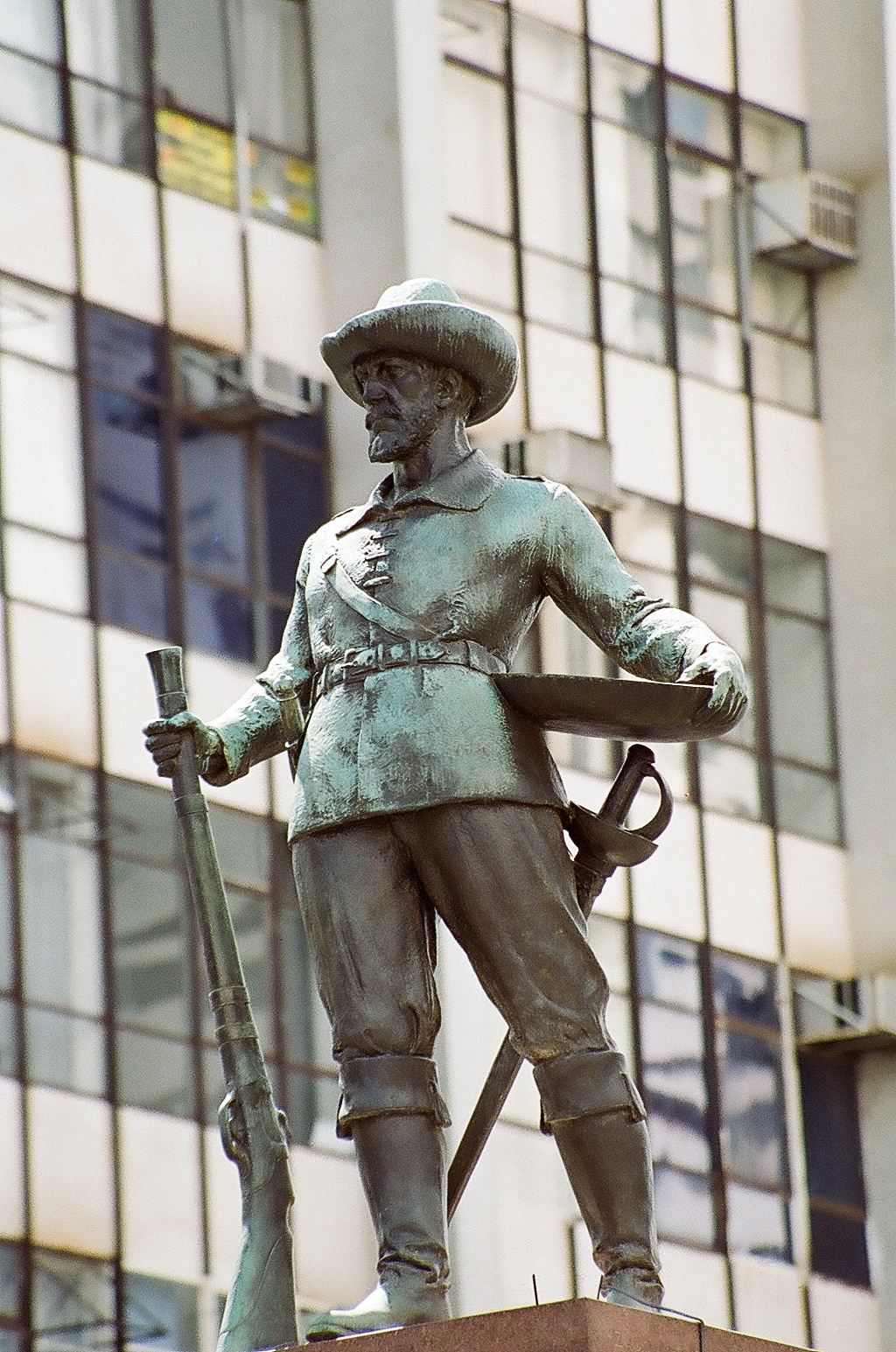
Estátua de Bartolomeu Bueno da Silva, o Anhanguera, em Goiânia

O número de entradas notáveis de origem paulistana cresceu consideravelmente depois de 1660. Diz Ensaios Paulistas, editora Anhambi, São Paulo, 1958, página 635: "Citam-se das de Fernão Dias Pais na Apucarana, a de Luís Pedroso de Barros, morto em pleno Peru, a de Lourenço Castanho Taques ao sertão dos Cataguazes, território de Minas Gerais, as de Sebastião Pais de Barros e Pascoal Pais de Araújo no alto Tocantins. O extraordinário raid de Francisco Pedroso Xavier ao norte do Paraguai e sul de Mato Grosso, os de Luís Castanho de Almeida e Antônio Soares Pais, no centro de Goiás, a enorme jornada de Domingos Jorge Velho, indo, em 1662, estabelecer-se no Piauí, na confluência do Parnaíba e do Poti, acompanhado, mais ou menos contemporaneamente, por Francisco Dias de Siqueira, o Apuçá, devassador das terras maranhenses. Lembremos ainda as expedições de Manuel de Campos Bicudo ao sul de Mato Grosso, de seu filho Antônio Pires de Campos, o primeiro Pai Pirá, em terras mato-grossenses e goianas, de Bartolomeu Bueno da Silva, o primeiro Anhanguera, em território dos dois atuais grandes Estados do Centro, de Manuel Dias de Lima no Paraguai e em região hoje argentina, etc.".[carece de fontes?]
O historiador Capistrano de Abreu comenta que «ao tempo em que os conquistadores se batiam contra os índios de Paraguaçu e Ilhéus, prosperava à volta de São Paulo um grande número de vilas: Mogi das Cruzes, Santana de Parnaíba, Taubaté, Guaratinguetá, Itu, Jundiaí, Sorocaba, todas anteriores a 1680, ao grande êxodo do último quartel do século XVII. Cada vila demandava destino diverso: as do Paraíba do Sul apontavam para as próximas Minas Gerais; Santana de Parnaíba e Itu para Goiás (Guaiaz) e Sorocaba para os campos de pinheiros em que já surgia Curitiba. Bastou o descobrimento do ouro para mobilizar toda essa força — ouro corrido, mas em abundância: a população que acudiu procedeu toda ou quase toda do planalto, especialmente do Rio Paraíba do Sul, onde a estreiteza do vale, entre a Mantiqueira e a cordilheira marítima, produzia o efeito de condensador. E, com a vitória dos emboabas, mais tarde, Sorocaba e Itu assumiram seu papel histórico, Tietê abaixo até a barra, Rio Paraná até o Rio Pardo, por este até o Rio Paraguai, São Lourenço, Cuiabá, atingindo-se descobertos em que o ouro se apanhou às arrobas. E as dificuldade da viagem, que, desde Araritaguaba ou Porto Feliz, pedia quatro a cinco meses, através de mais de cem saltos, cachoeiras, corredeiras, entaipavas. Cuiabá e Mato Grosso, para não sucumbir, terão que se desligar de São Paulo.[carece de fontes?]
O governador Antônio Pais de Sande escreveu ao Rei em 1693 sobre os paulistas: "São briosos, valentes, impacientes da menor injúria, ambiciosos de honra, amantíssimos da sua pátria, benéficos aos forasteiros e adversíssimos a todo ato servil, pois até aquele cuja muita pobreza lhe não permite ter quem o sirva, se sujeita antes a andar muitos anos pelo sertão em busca de quem o sirva, do que a servir a outrem um só dia". Tinha razão: provam as rebeliões contra Salvador Correia, o aniquilamento das missões, a expulsão dos jesuítas, as desavenças com os espanhóis e as sublevações contra a alteração da moeda.[carece de fontes?]
Podia haver distintas opiniões. Pois em carta datada de 19 de julho de 1692, o governador do Estado do Brasil, Antônio Luís Gonçalves da Câmara Coutinho, escreveu ao rei sobre as extorsões que cometera Francisco Dias de Siqueira nas aldeias de índios reduzidos no Maranhão:
"Os paulistas saem de sua terra e deitam várias tropas por todo o sertão e nenhum outro intento levam mais que cativarem o gentio da língua geral, que são os que já estão domesticados, e não se ocupam do gentio de corso porque lhes não servem para nada; assim que o intento destes homens não é o serviço de Deus nem o de Vossa Majestade e com pretextos falsos, passam de uns governos para outros e se lhes não fazem mostrar as Ordens que levam. Enganam aos governadores, como este capitão Francisco Dias de Siqueira fez ao governador do Maranhão Antônio de Albuquerque Coelho de Carvalho, dizendo-lhe que ia a descobrir aquele sertão por minha ordem, que tal não houve nem tal homem conheço, e com este engano pedem mantimentos, armas e socorro e depois com elas vão conquistar o gentio manso das aldeias e o gado dos currais dos moradores. Com que estes homens são uns ladrões destes sertões e é impossível o remédio de os castigar, porque se os colherem, mereciam fazer-se neles uma tal demonstração que ficasse por exemplo para se não atreverem a fazer os desmandos que fazem. Assim que me parece inútil persuadi-los a que façam serviço a Vossa Majestade porque são incapazes e vassalos que Vossa Majestade tem rebeldes, assim em São Paulo, onde são moradores, como no sertão, donde vivem o mais do tempo; e nenhuma Ordem do governo geral guardam, nem as leis de Vossa Majestade".[carece de fontes?]

#### As bandeiras em busca de ouro
As bandeiras de prospecção nasceram na metade final do século XVII. Na década de 1690, foi descoberto ouro nas Serras Gerais, o chamado Sertão do Cuieté, hoje o estado brasileiro de Minas Gerais. A interiorização do povoamento deu origem às capitanias de Minas Gerais (separada da Capitania de São Paulo ainda na década de 1720), Mato Grosso e Goiás. Os principais bandeirantes de prospecção foram Fernão Dias Pais, Antônio Rodrigues Arzão, Pascoal Moreira Cabral e Bartolomeu Bueno da Silva. Havia também figuras como Carlos Pedroso da Silveira, sócios e procuradores dos bandeirantes, com papel igualmente importante.[carece de fontes?]

## A construção do mito
Atualmente, várias ruas, praças, monumentos e nomes de espaços públicos fazem referência aos bandeirantes, em São Paulo. As homenagens aos bandeirantes começaram ainda no século XVIII, por cronistas como Gaspar da Madre de Deus e Pedro Taques de Almeida Pais Leme, que trataram de enaltecer a figura do bandeirante. Depois de passarem longos anos esquecidos, os bandeirantes foram resgatados em diferentes momentos históricos. A construção desse imaginário ufanista em torno dos bandeirantes ganhou força no final do século XIX, quando a então província de São Paulo buscava se afirmar no cenário político nacional. Naquela altura, a economia de São Paulo crescia com o desenvolvimento da cafeicultura, porém a elite paulista prosseguia sem grande poder político, que estava ainda concentrado na capital da monarquia, o Rio de Janeiro. Em consequência, a elite paulista aderiu fortemente ao movimento republicano em busca de maior poder. Foi nessa esteira que surgiu a exaltação da figura do bandeirante, como forma de justificar uma maior força política paulista, pois os bandeirantes teriam sido os "heróis" que garantiram a unidade brasileira.

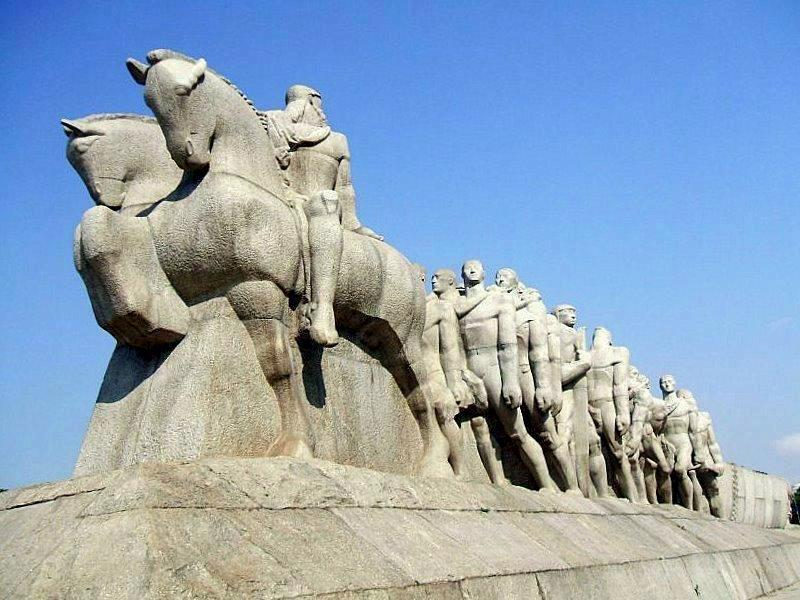
Vários espaços públicos em São Paulo fazem referência aos bandeirantes, como o Monumento às Bandeiras.

Porém, o advento da República em 1889 também não acarretou na maior força política que a elite paulista buscava conquistar, e por isso ela continuava promovendo a valorização do seu passado. Historiadores como Afonso d'Escragnolle Taunay, Alfredo Ellis Jr. e José de Alcântara Machado, todos eles comprometidos politicamente, buscavam realçar as peculiaridades dos bandeirantes. Ellis Jr. referia-se aos bandeirantes como um "povo superior (a raça Planaltina)" ou pertencentes a uma "raça de gigantes". As atrocidades cometidas pelos bandeirantes contra os povos indígenas não recebiam a atenção necessária desses historiadores. Segundo Sílvia Lopes Raimundo, na obra de Taunay a escravidão indígena é plenamente justificada, porquanto "a idéia de êxito na conquista territorial redimiria os bandeirantes de toda e qualquer culpa em relação à violência praticada". Darcy Ribeiro, citando Simonsen, fala em 300 mil índios capturados e escravizados pelos bandeirantes paulistas, não obstante a maioria dos paulistas da época serem descendentes de índios pela linha materna, e serem falantes de uma língua de base tupi.
Porém, o momento histórico para a exaltação da figura do bandeirante surge na década de 1930. O presidente Washington Luís, representante da oligarquia paulista, foi derrubado pela junção de forças de Minas Gerais e do Rio Grande do Sul, que alçou Getúlio Vargas à presidência. São Paulo novamente perdeu seu poder político, e os bandeirantes surgem outra vez como elemento de união dos paulistas. Segundo Katia Maria Abud, "no recrutamento dos cidadãos para pegar em armas, convinha omitir a divisão de classes e os interesses de grupos. Uma causa maior se levantava, e ela tinha o irresistível apelo de um herói histórico". Segundo Raimundo, esse período foi marcado por um forte sentimento de superioridade de São Paulo em relação ao resto do país, e o estado era metaforicamente tratado como "a locomotiva que carrega vinte e dois vagões". Nesse contexto, o bandeirantismo surgia como o modelo de brasilidade, com base na busca de São Paulo pela hegemonia política do Brasil.
Durante a Revolução de 1932, surgiu a expressão "paulista de quatrocentos anos", "pela qual as famílias mais antigas cultuavam sua ancestralidade e acreditavam pertencer a uma raça privilegiada". Livros sobre a genealogia paulista foram relançados e, segundo Raimundo, "podemos dizer que esse grupo foi buscar na genealogia do século XVIII os elementos necessários para a afirmação de uma tradição inventada". Porém, menos da metade da população de São Paulo era descendente de colonizadores. Era necessário, portanto, ampliar o privilégio para que imigrantes, negros e índios também pegassem em armas. No fim, São Paulo perdeu a guerra de 1932, porém o mito bandeirante continuou. Segundo Adub, "O paulista se alimenta dessa mitologia para elaborar sua própria imagem, criando uma alegoria de igualdade, se não física, pelo menos moral, que acaba disfarçando os conflitos de classe".